# Lech (fiume)

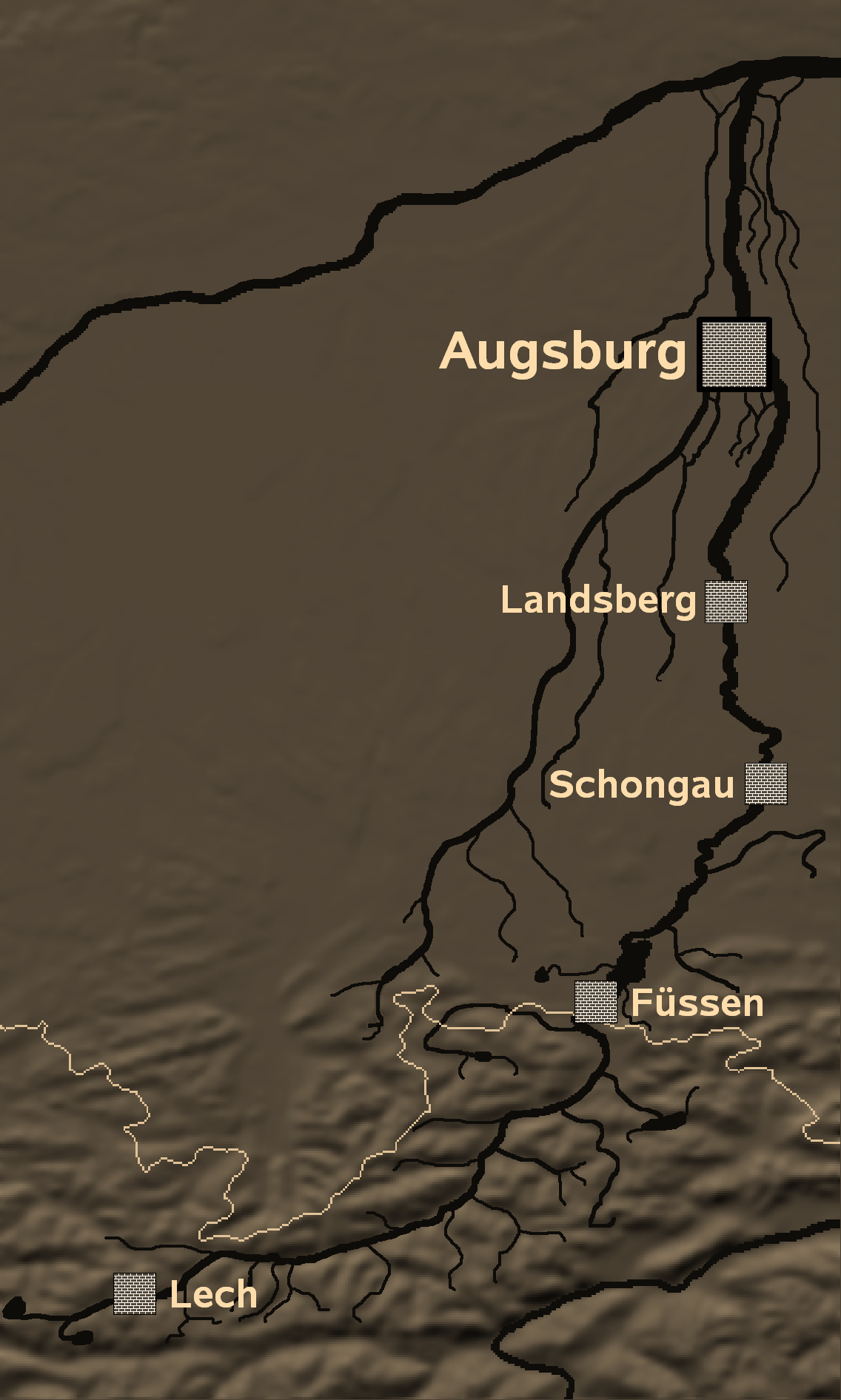
Percorso del Lech

Il Lech è un fiume affluente di destra del Danubio che scorre in Austria e Germania. Lungo 264 chilometri, il fiume nasce nel Vorarlberg (Austria) a 2.789 m s.l.m., attraversa il Tirolo e la Baviera meridionale, dove si getta nel Danubio. Poco davanti al confine austro-tedesco riceve le acque del Vils e dopo il confine forma la Lechfall, cascata di 12 metri. Passata Füssen (qui una diga lo sbarra creando il Forggensee) entra nella pianura bavarese, dove formava lo storico confine tra Baviera e Svevia. Continua poi il suo corso verso nord attraverso la Svevia e l'Alta Baviera in una regione chiamata Lechrain. Le principali città che sorgono sul suo corso sono Landsberg e Augusta, in corrispondenza della quale riceve il Wertach. Presso Rain confluisce nel Danubio ad una quota di 392 metri.
Con una portata media annuale di 115 m³/s, il Lech è il sesto fiume della Baviera per portata, dietro al Danubio (1.490 m³/s), l'Inn (740 m³/s) e il suo affluente Salzach (250 m³/s), l'Isar (175 m³/s) ed il Meno (164 m³/s, quest'ultimo tributario del Reno).
Presso Füssen sorge il celeberrimo castello di Neuschwanstein.

## Storia
In più di un'occasione le sponde del Lech sono state protagoniste di importanti eventi storici:
- Nel 278 l'imperatore romano Marco Aurelio Probo fermò un'invasione di Burgundi e Vandali, i quali avevano razziato la provincia romana della Rezia;
- Nella piana di Lechfeld, presso Augusta, nel 955 Ottone I sconfisse gli ungari;
- Nella battaglia di Rain dell'aprile 1632 Gustavo Adolfo di Svezia sconfisse, ferendolo mortalmente, Johann Tserclaes, conte di Tilly.

## Galleria d'immagini

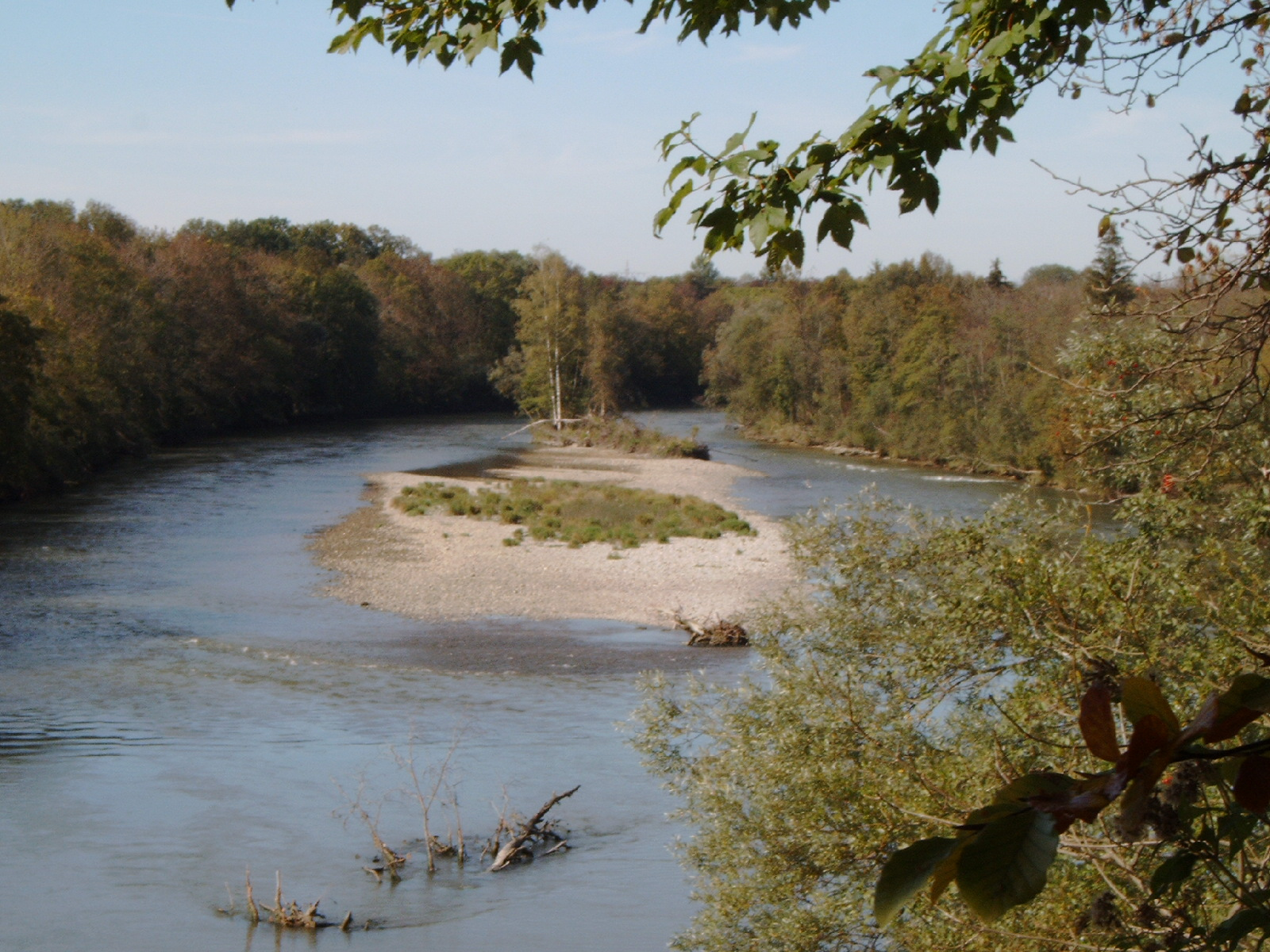
Isola nel Lech presso Kaufering
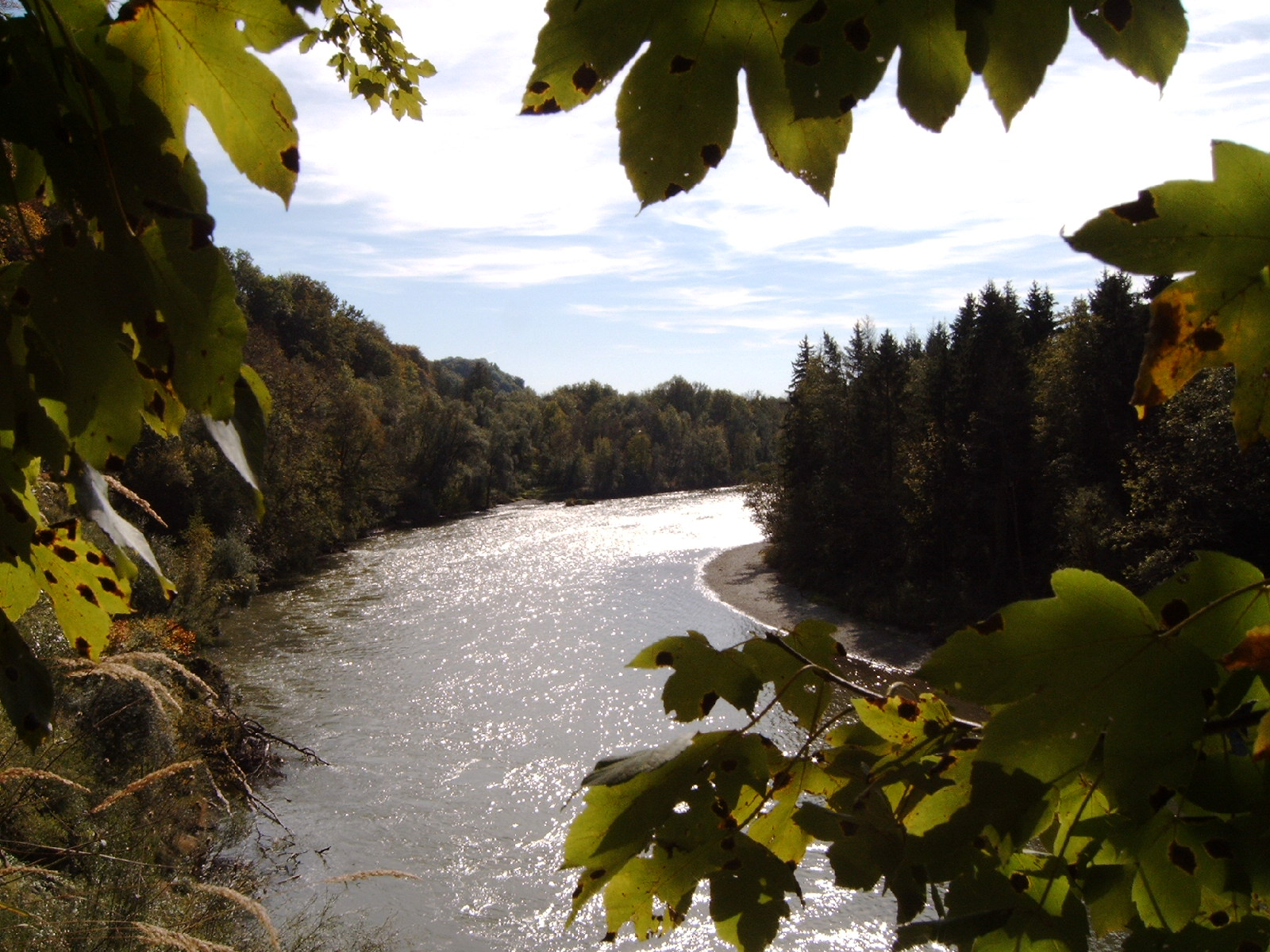
Il Lech tra Kaufering e Landsberg
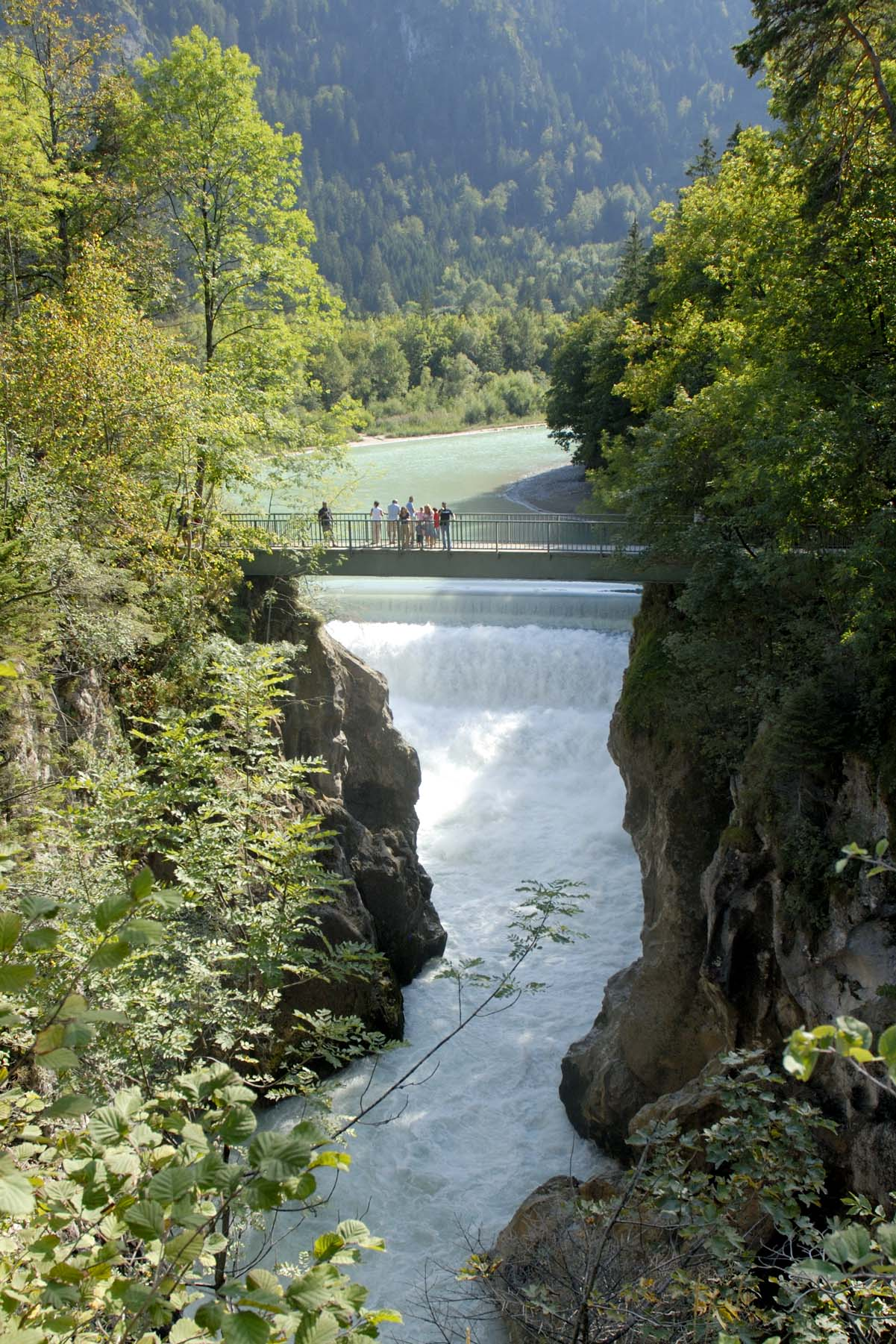
La Lechfall presso Füssen
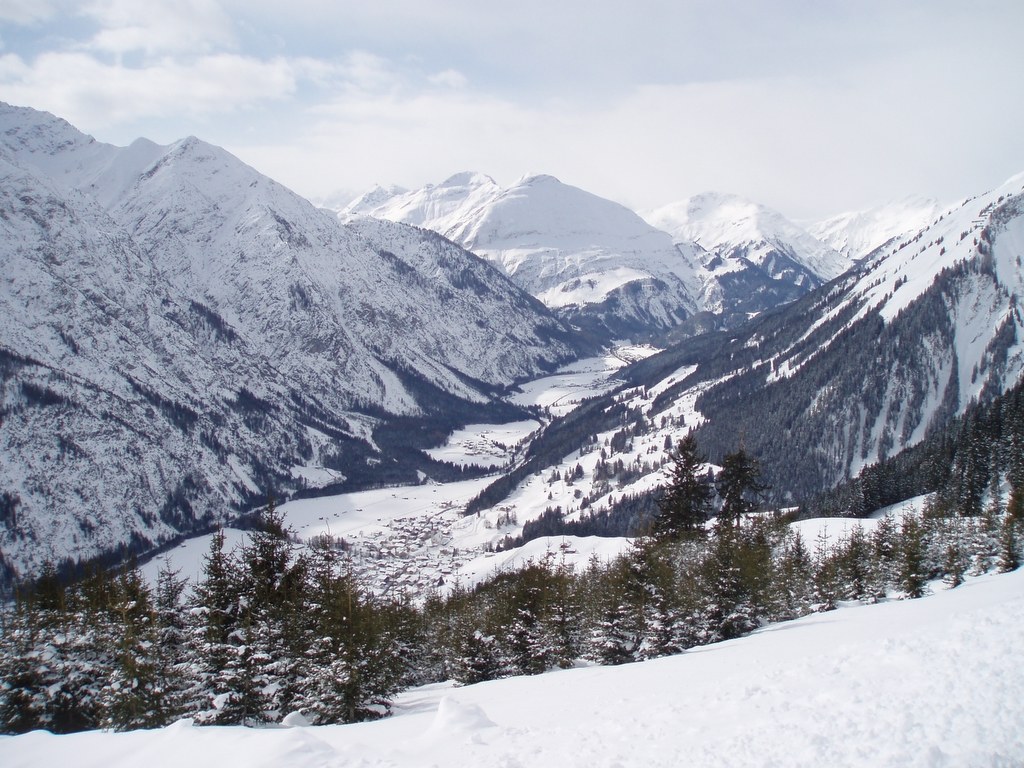
L'alta valle del Lech in inverno
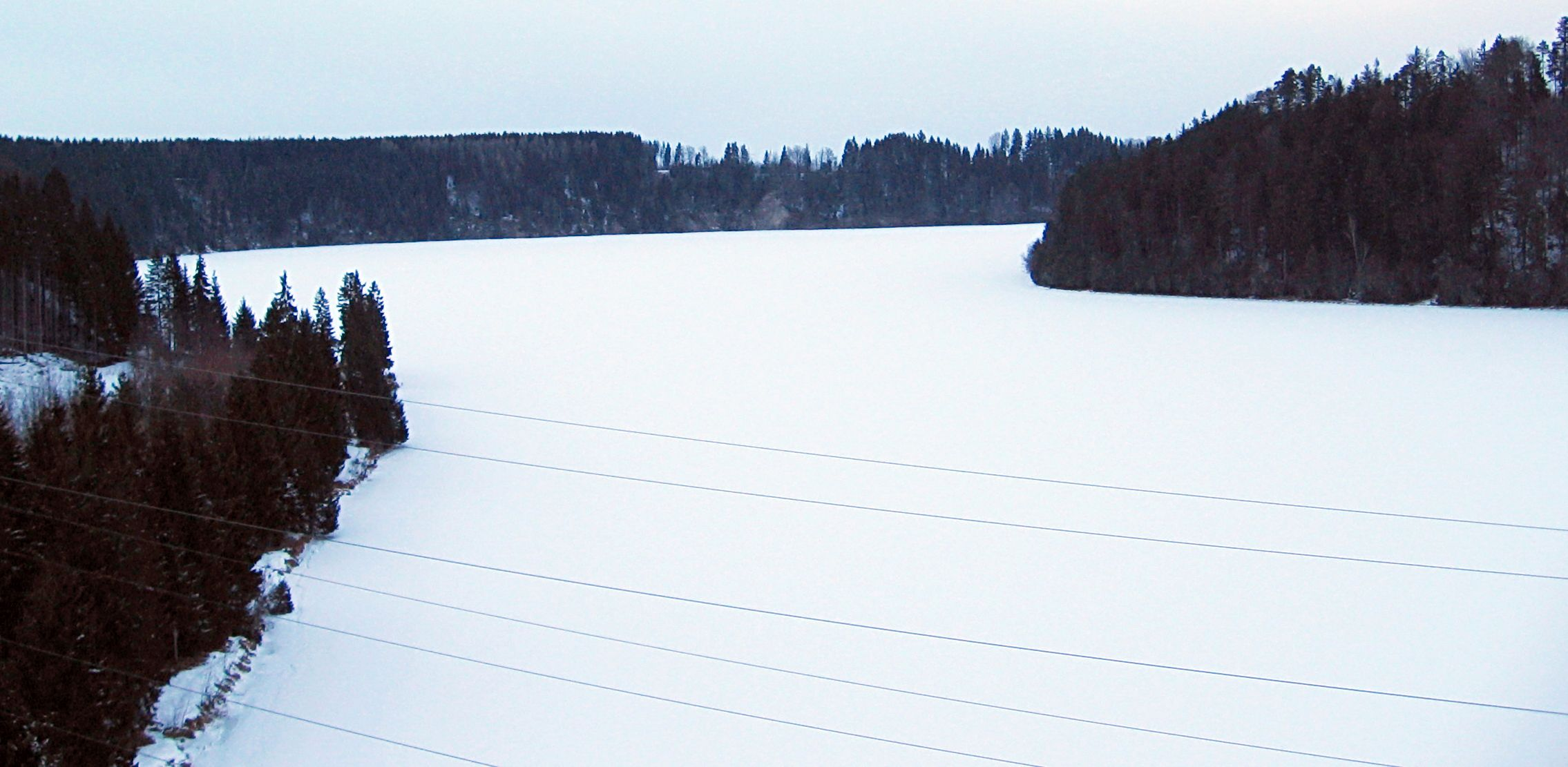
Il Lech presso Schongau in inverno
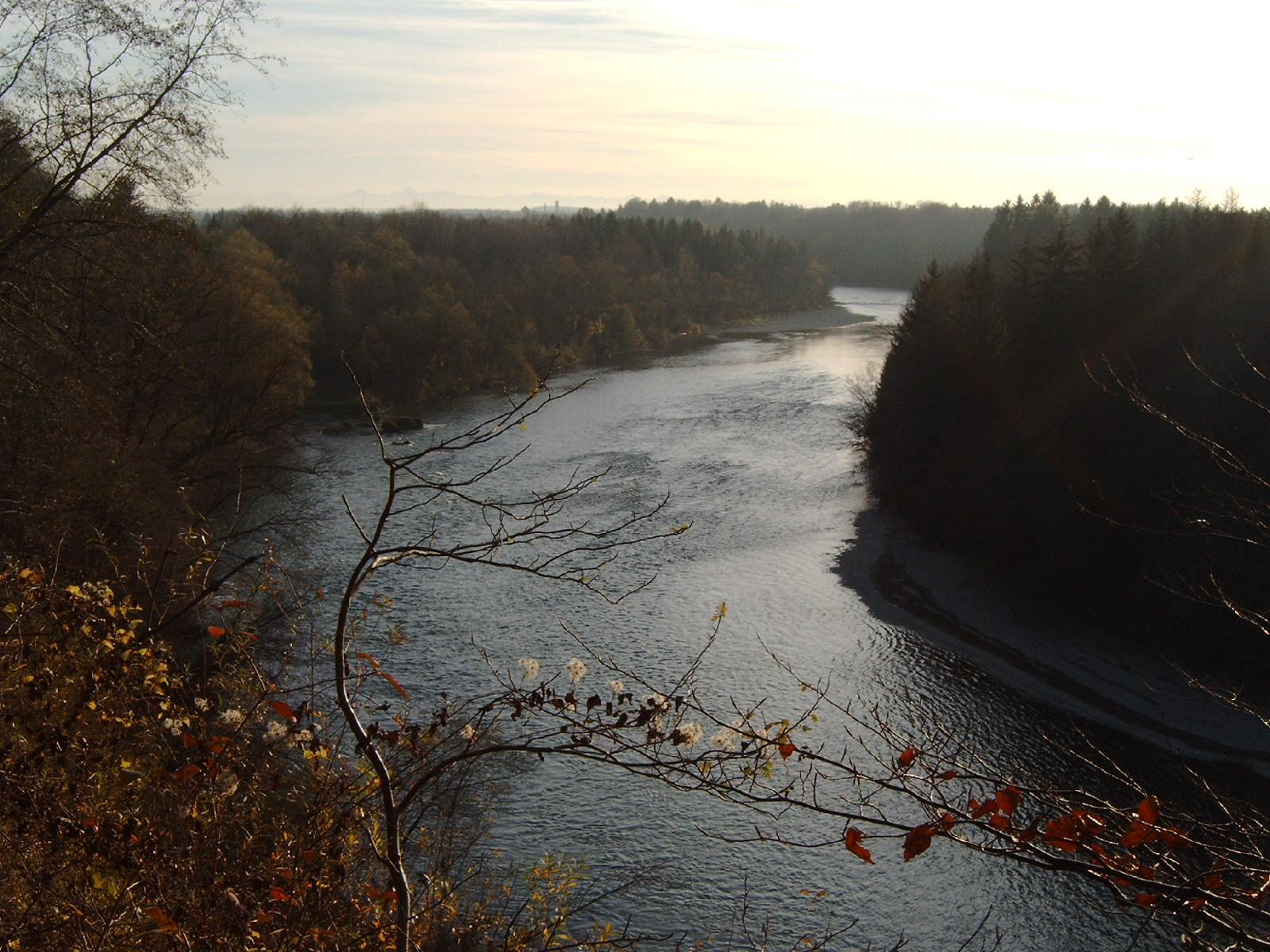
Il Lech tra Landsberg e Kaufering
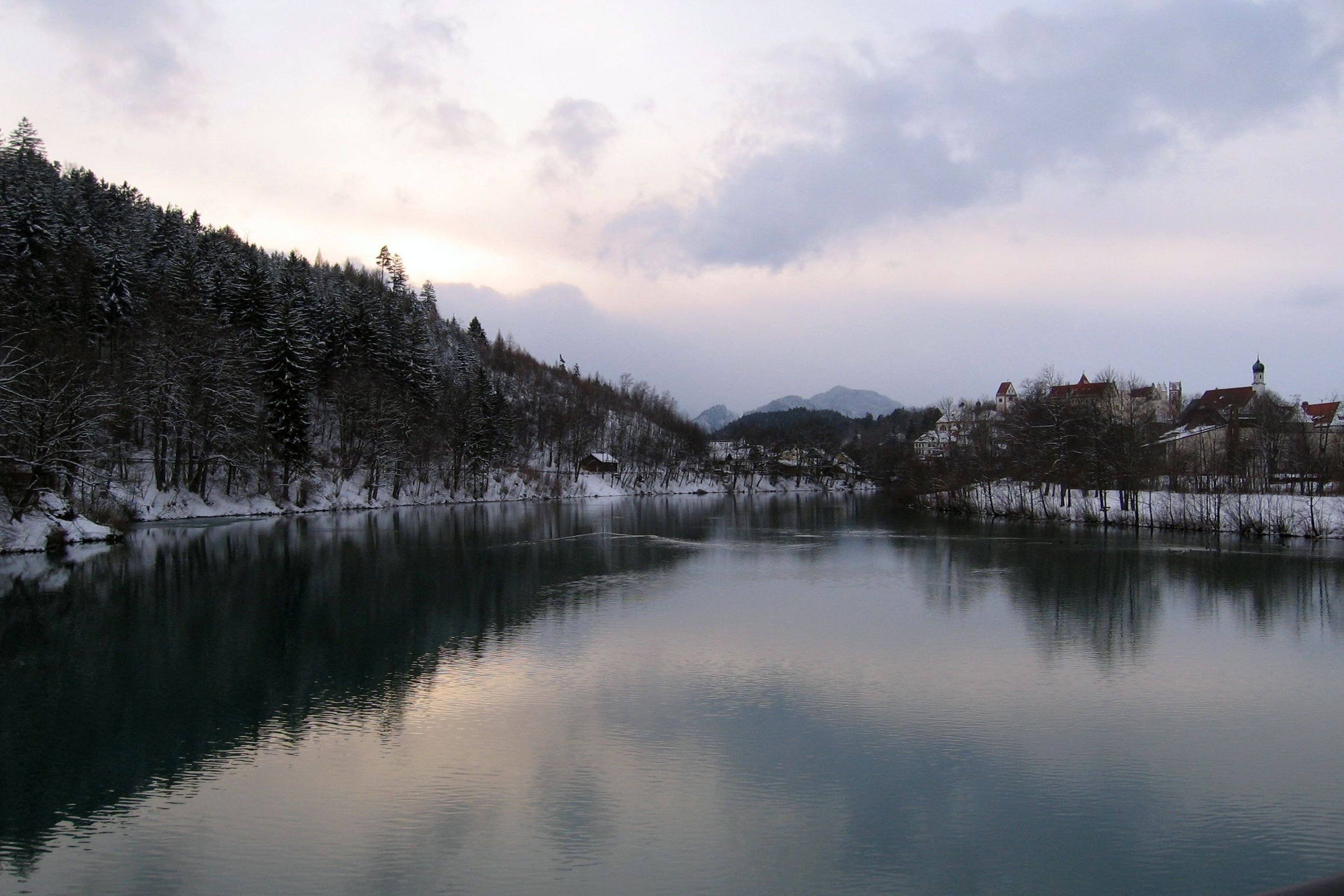
Il Lech a Füssen
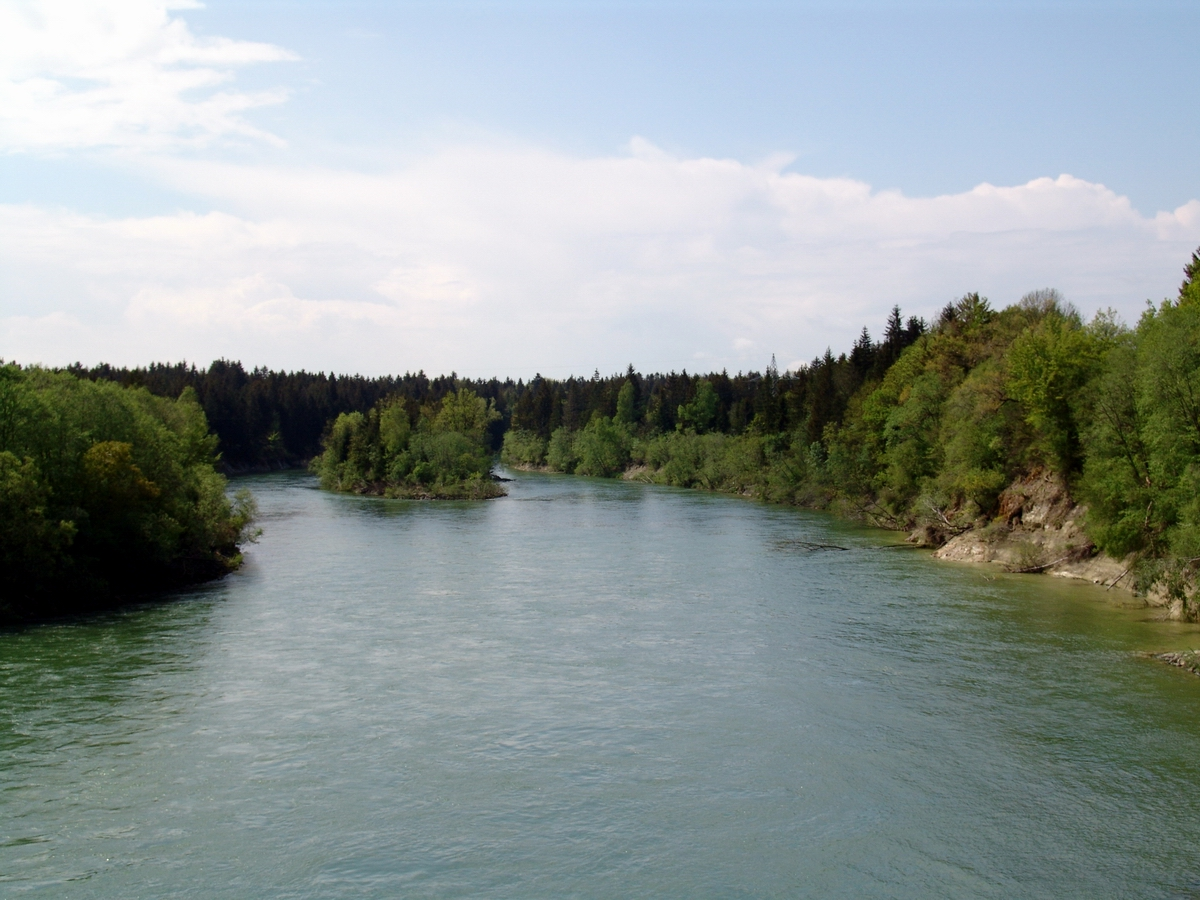
Il Lech presso Kaufering
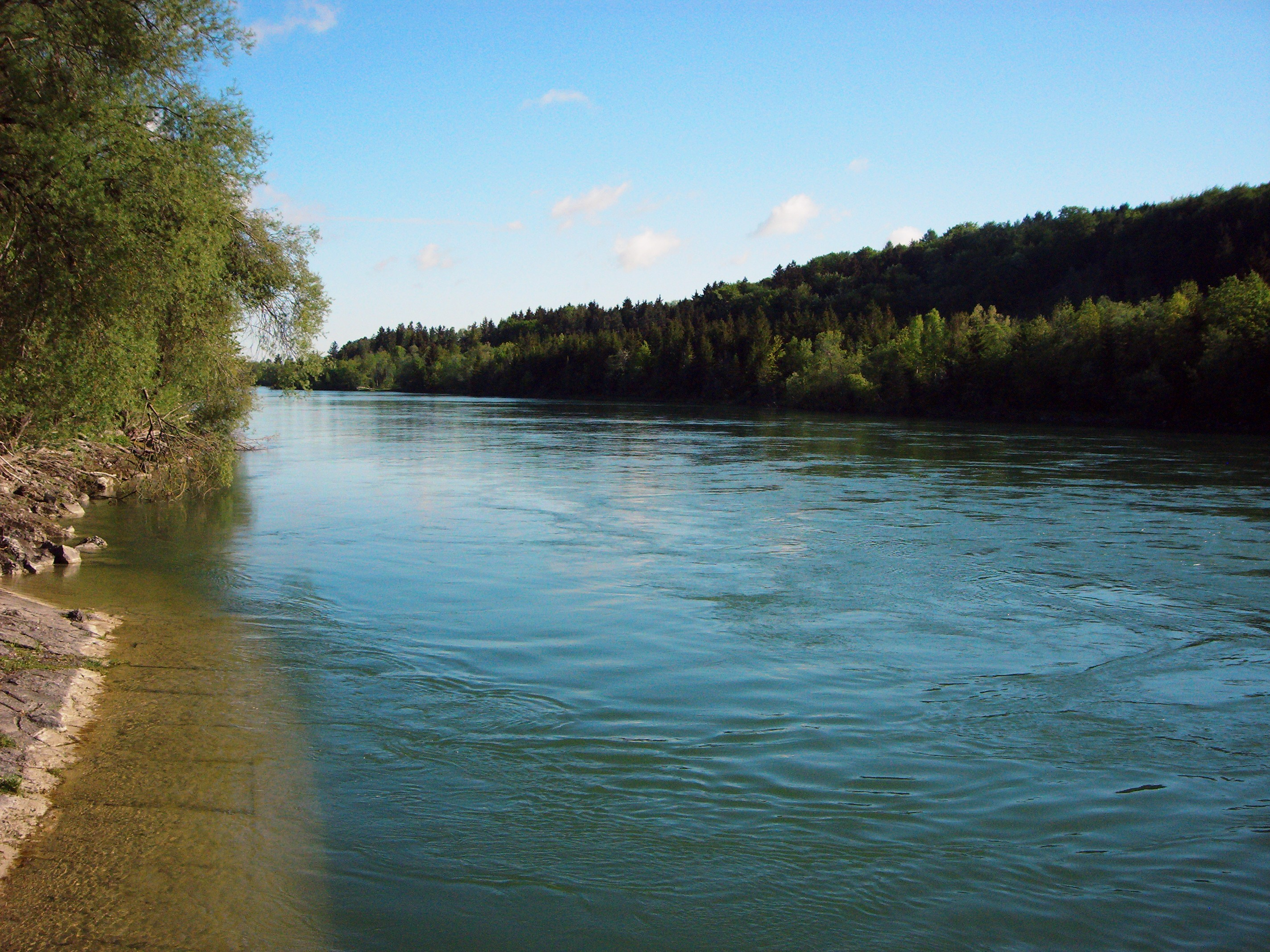
Il Lech presso Seestall
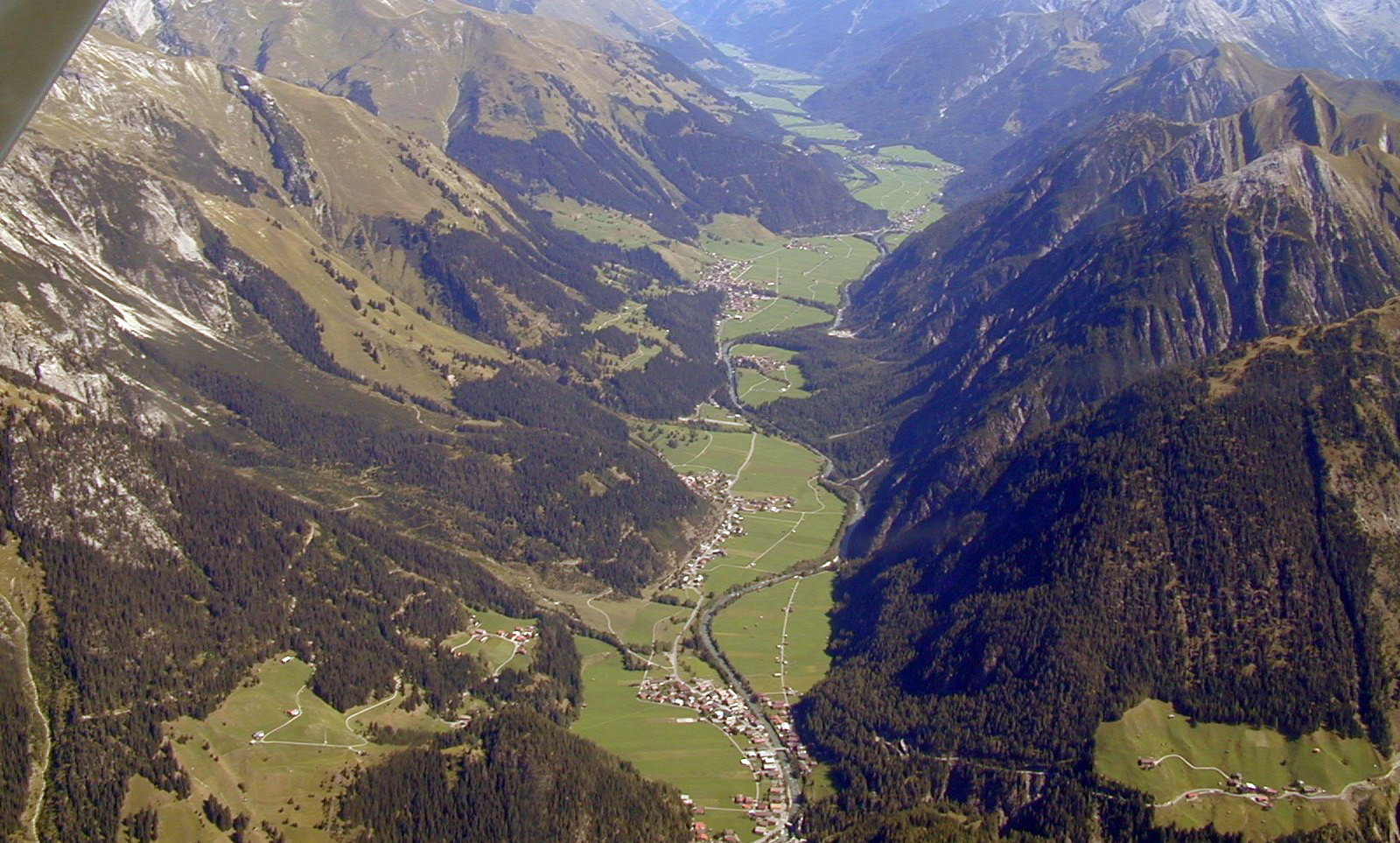
L'alta valle del Lech
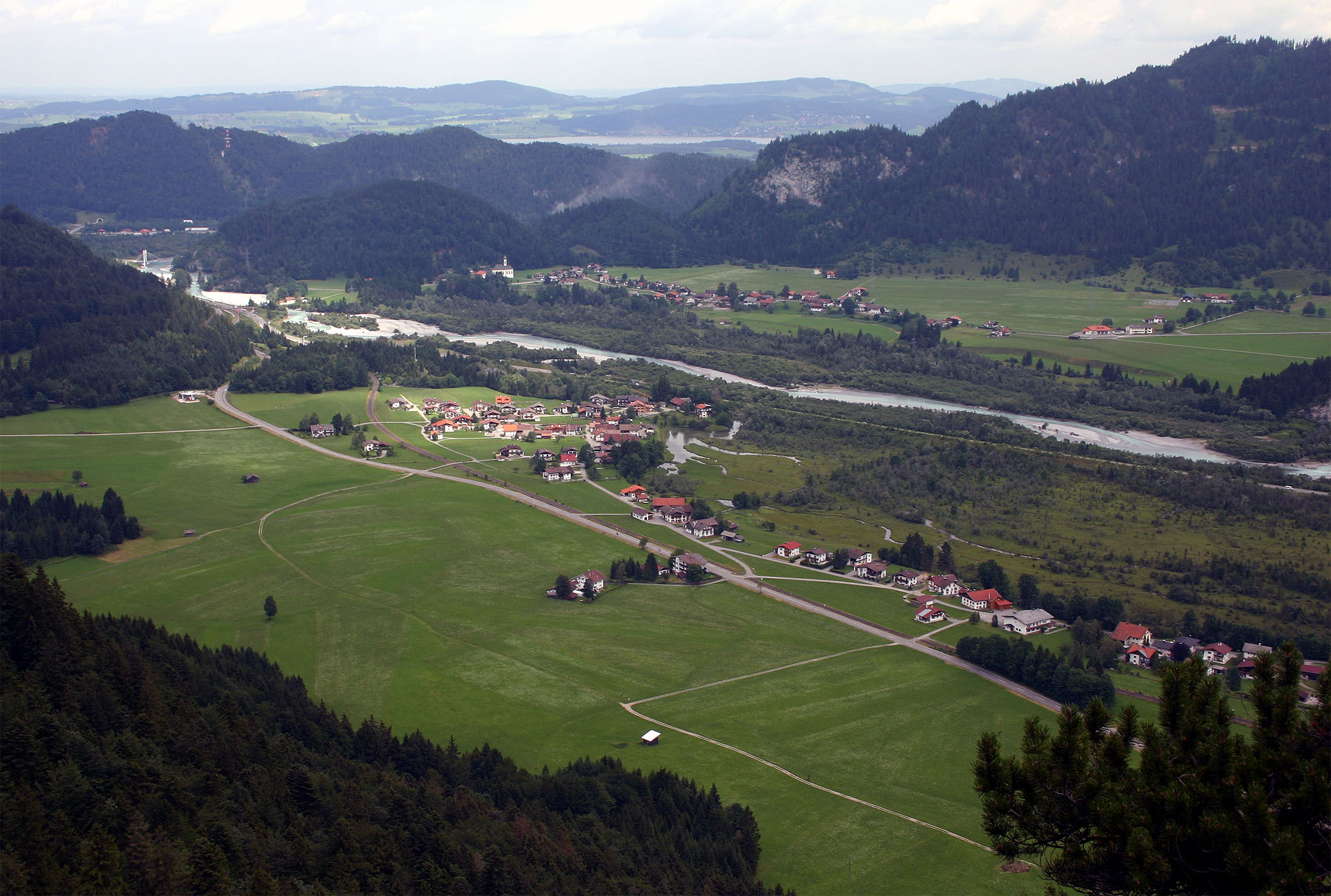
La bassa valle del Lech
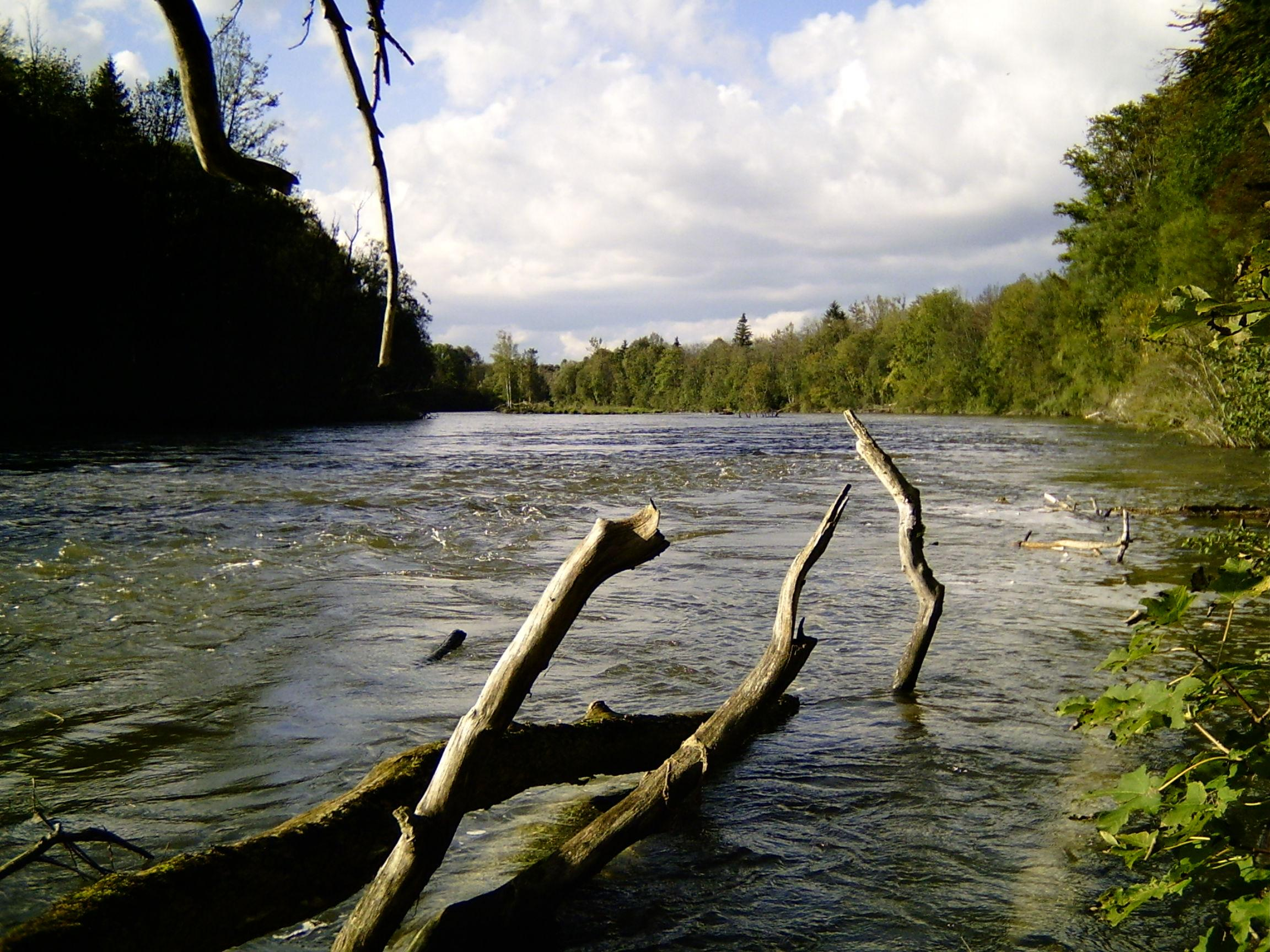
Il Lech tra Kaufering e Landsberg
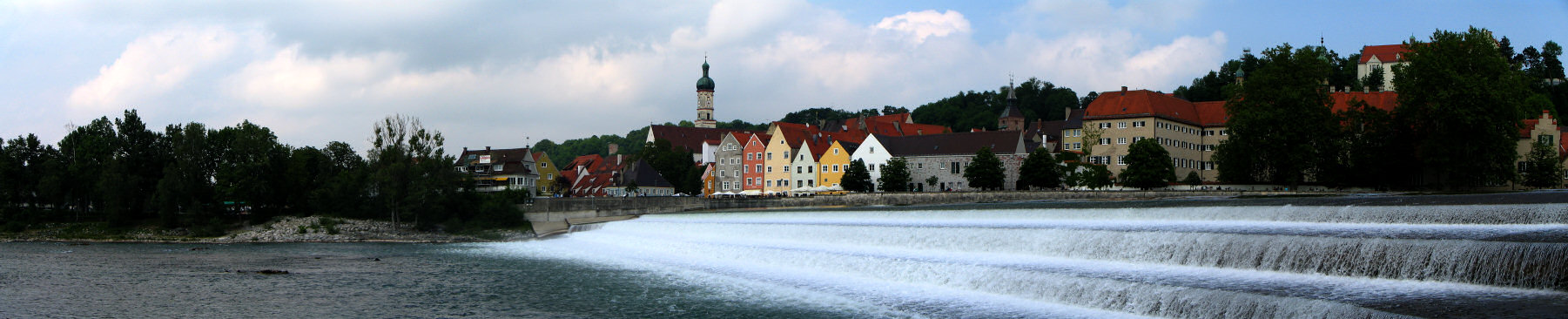
Il Lech a Landsberg
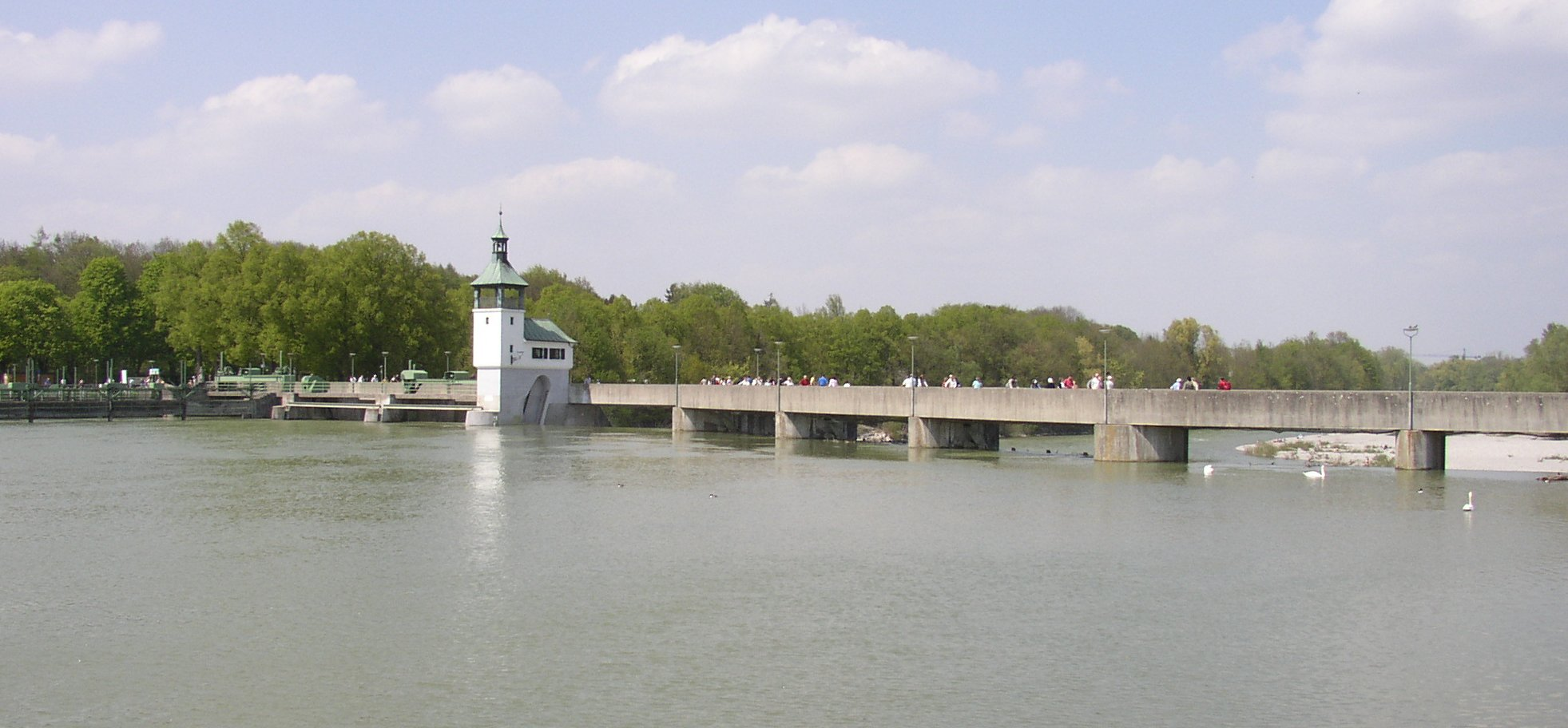
Il Lech in piena ad Augusta
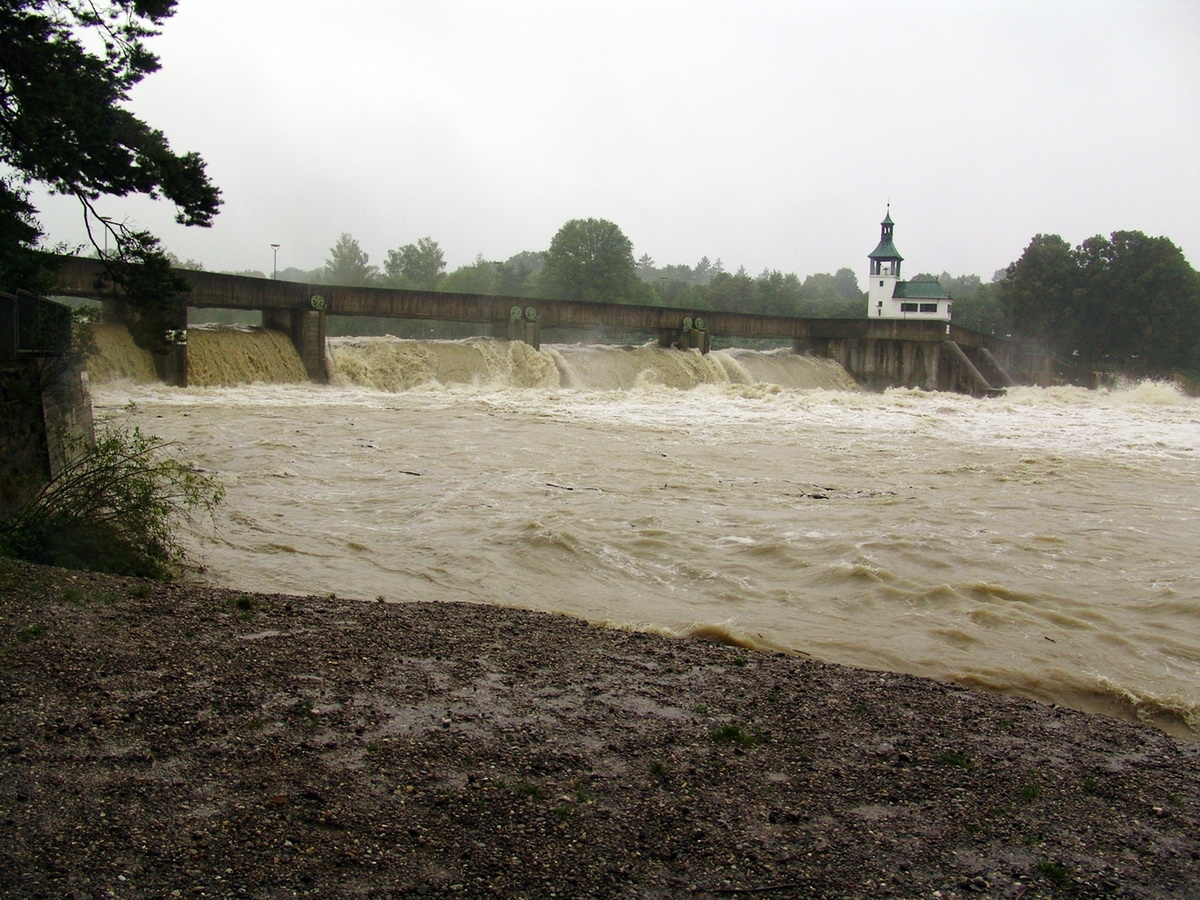
Il Lech in piena il 28 agosto 2005
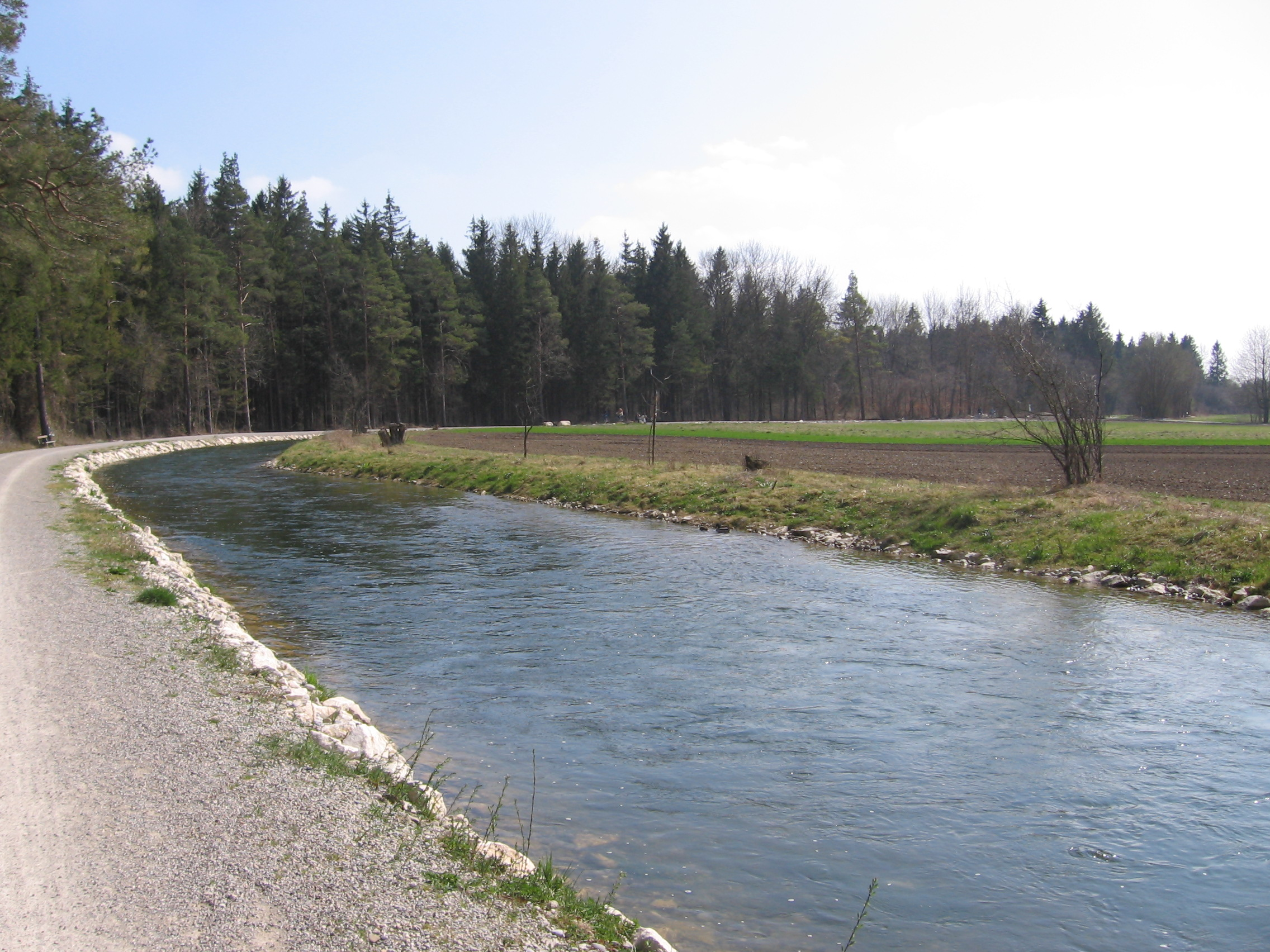
Il Lochbach
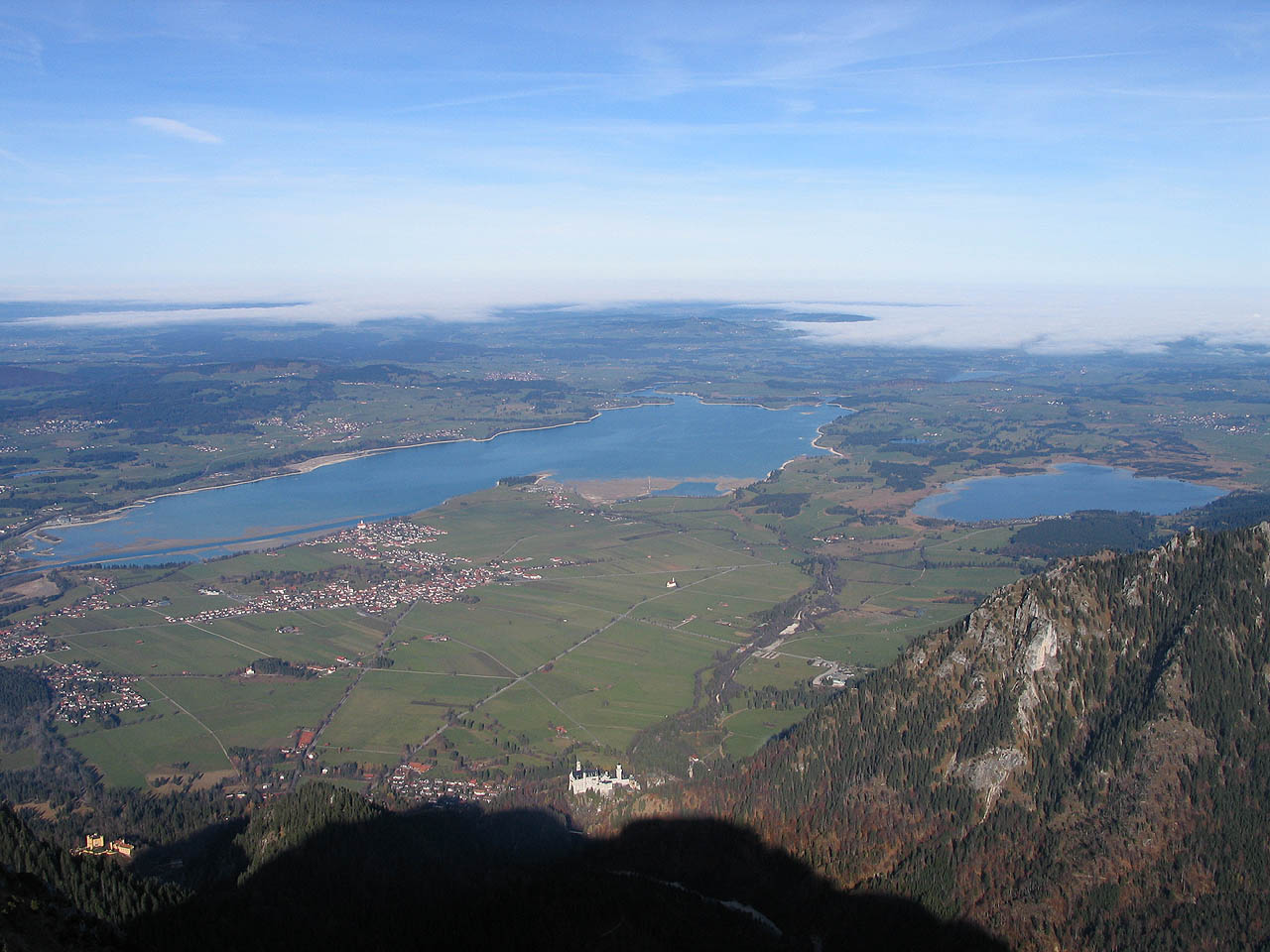
Il Forggensee
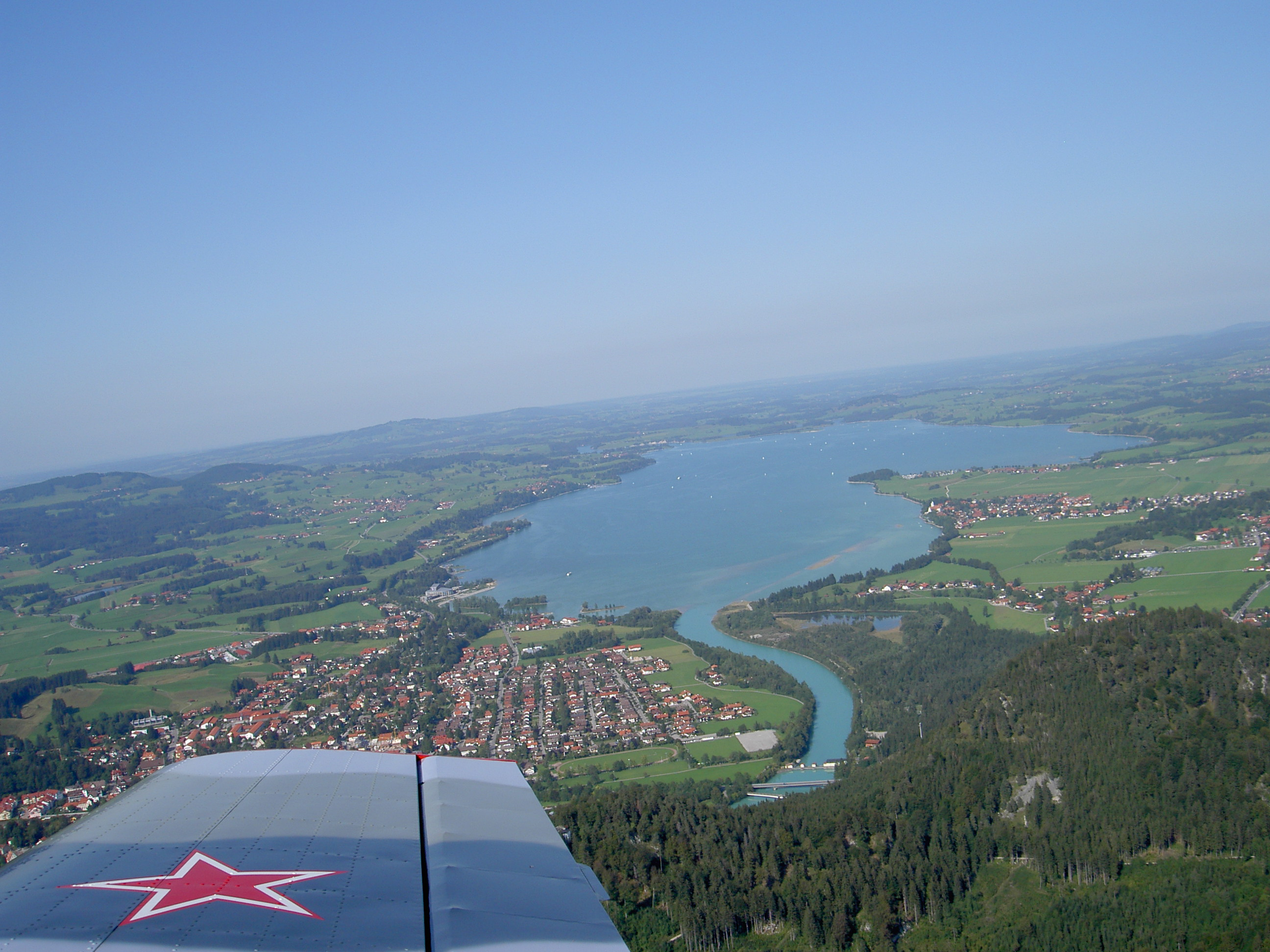
Il Forggensee, il Lech e Füssen
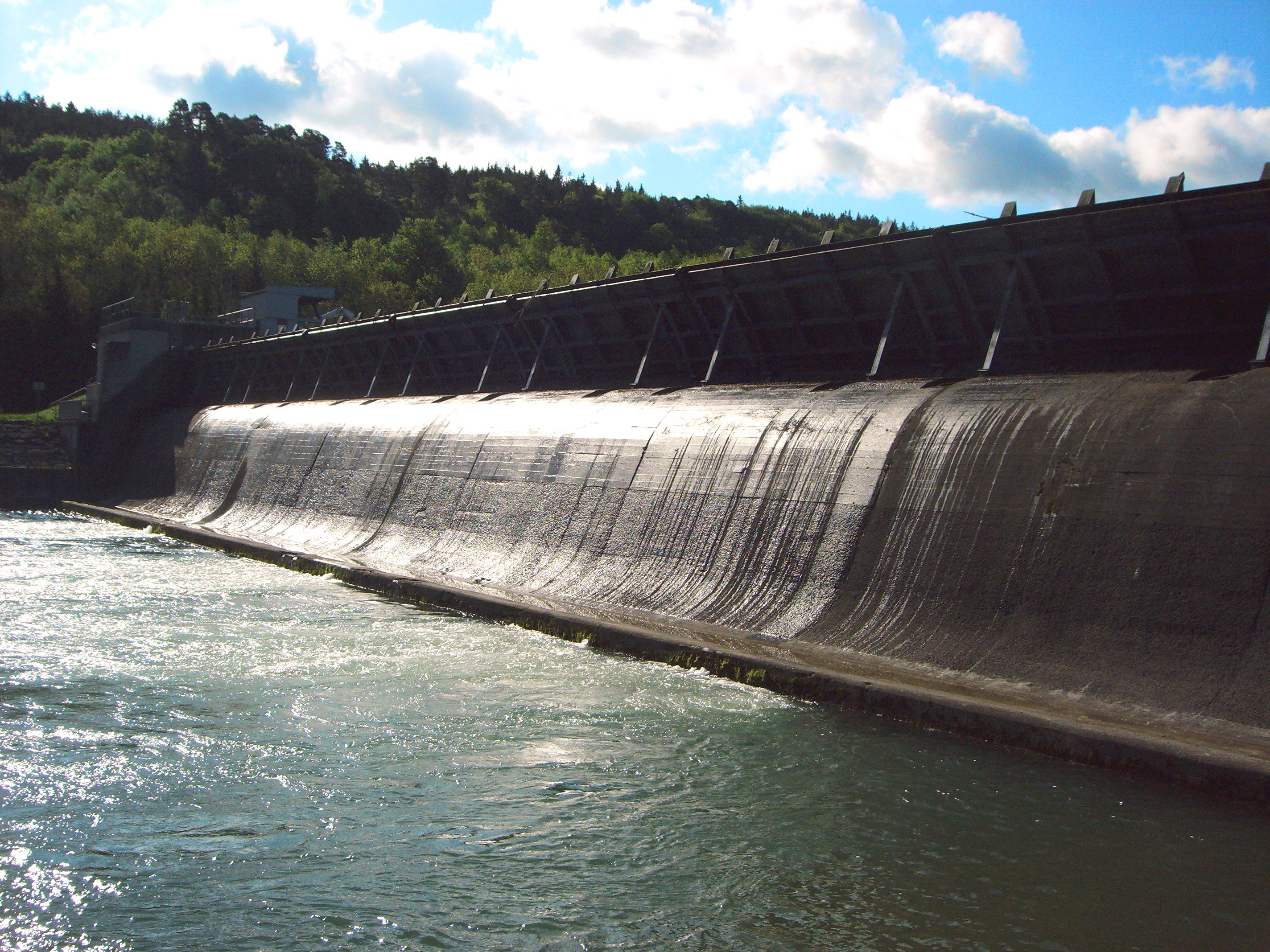
Sbarramento sul fiume presso Landsberg am Lech